# Greta Constantine
Greta Constantine est une marque de prêt-à-porter haut de gamme basée à Toronto, au Canada. Les deux couturiers sont Kirk Pickersgill et Stephen Wong. 
La marque a dès la première collection attiré l'attention du célèbre détaillant canadien Holt Renfrew.

Le nom Greta Constantine vient de la composition du nom de la mère de Stephen Wong, Greta, et du grand-père de Kirk Pickersgill, Constantine. 
Ils sont tous les deux surnommés les "Jersey Boys" de Toronto à cause de l'utilisation récurrente du jersey dans leurs collections. 
Stephen Wong est connu pour avoir participé à la saison 1 de Project Runway Canada dans laquelle il a fini quatrième.
La marque comprend différentes lignes de prêt-à-porter:
- Greta Constantine, ligne pour femmes[4].
- Ezra Constantine, ligne pour hommes[4].
- Primer
- Greta Constantine SKIN pour Danier, est une ligne de vestes et de robes en cuir en collaboration avec le détaillant canadien Danier[5].